# 鼻音 (醫學)
鼻音是一種帶有鼻腔共鳴的人聲。鼻音可能由疾病造成或是與生俱來的一種特色。 
鼻音可分為低度鼻音（hypo-nasal）跟高度鼻音（hyper-nasal）。

## 低度鼻音
說話時帶著低度鼻音（Rhinolalia clausa）或稱為去鼻音化，可能表示在說話的時候缺乏足夠的氣流通過鼻腔，譬如一個人鼻塞時可能會出現如此情況。
其他的原因為：腺樣體肥大、過敏性鼻炎、鼻中膈彎曲、鼻竇炎、重症肌無力和鼻甲肥大。

## 高度鼻音
高度鼻音（hyperrhinolalia）指的是在說話的過程中，有較多空氣通過鼻腔所出現的現象，特別是在發出以塞音起始的音节和擦音、辅音的時候。
高度鼻音的原因包含：唇顎裂和腭咽閉合不全。

## 文獻
1. ↑  Joiner, Michael C.; Kogel, Albert van der. . Hodder Arnold. 2016-06-15: 993–. ISBN 978-0-340-80893-1.

## 外部連結
- Nasal Speech Section of VoiceInfo.org （页面存档备份，存于）
- An example of a nasally voice can be found here: Tragedy, Thy Name Is A Busted Bracket : NPR （页面存档备份，存于）